# Taknenäset
Taknenäset (estniska: Tahkuna poolsaar) är en halvö på Dagö i västra Estland. Den ligger i Hiiu kommun och i Hiiumaa (Dagö), 130 km väster om huvudstaden Tallinn. Taknenäset ligger på norra Dagö och från halvön skjuter tre uddar ut i Östersjön, Simpernäs (Tahkuna nina) i nordväst, Lõimandi nina i norr och Lehtma nina i nordost. Väst om Taknenäset ligger bukten Meelste laht och österut ligger Tareste laht.
Inlandsklimat råder i trakten. Årsmedeltemperaturen i trakten är 6 °C. Den varmaste månaden är augusti, då medeltemperaturen är 17 °C, och den kallaste är januari, med −5 °C.